# California Federal Bank
California Federal Bank, kallades enbart Calfed (stiliserat som CalFed), var en amerikansk bankkoncern som hade sina verksamheter främst i Kalifornien. De hade tillgångar på mer än $60 miljarder. Banken ägdes av holdingbolaget Golden State Bancorp, som i sin tur ägdes av entreprenören Ronald Perelman (80%) och deras styrelseordförande och VD Gerald J. Ford (20%).
Banken grundades 1998 efter en fusion mellan First Nationwide Holdings och Golden State Bancorp. I november 2002 meddelade Citigroup att man skulle förvärva banken och dess holdingbolag för $5,8 miljarder.
Calfed hade sitt huvudkontor i San Francisco i Kalifornien.